# ليفي ويليام همفري
ليفي ويليام همفري هو سياسي كندي، ولد في 29 أبريل 1881 بمونسون في الولايات المتحدة، وتوفي في 19 سبتمبر 1947 بنيلسون في كندا. حزبياً، نشط في Progressive Party of Canada ‏. وقد انتخب عضو مجلس العموم الكندي.